# Jazz Collection - Volume 12
Jazz Collection - Volume 12 è un album discografico-raccolta di Elmer Snowden, pubblicato dall'etichetta discografica IAJRC Records nei primi anni ottanta.

## Tracce
Lato A
1. Hot Sax (5788-2) (Charles Booker) – Registrato nel dicembre del 1924 a New York
2. West Texas Blues (5789-1) (Charles Booker) – Registrato nel dicembre del 1924 a New York
3. West Texas Blues (5789-2) (Charles Booker) – Registrato nel dicembre del 1924 a New York
4. Oh Malinda (144214-2) (Andy Razaf, Jimmy Johnson) – Registrato il 25 maggio 1927 a New York
5. Lindbergh Hop (144215-3) (Nixon, Elmer Snowden) – Registrato il 25 maggio 1927 a New York
6. Honeycomb Harmony (147800-3) (Clarence Williams) – Registrato il 30 gennaio 1929 a New York
7. Happy Rhythm (147899-3) (Clarence Williams) – Registrato il 30 gennaio 1929 a New York
8. African Jungle (401797-C) (Spencer Williams) – Registrato il 15 aprile 1929 a New York
9. Georgia Gigolo (148465-3) (Howard Johnson, Spencer Williams) – Registrato il 23 aprile 1929 a New York

Lato B
1. It Feels so Good (148468-2) (Spencer Williams) – Registrato il 23 aprile 1929 a New York
2. Medley – Registrato inizio 1932 al Brooklyn N.Y. Studios di New York
3. Breakin' the Ice (86447-1) (James Cavanaugh, Charles McCarthy, Frank Weldon) – Registrato il 14 dicembre 1934 a New York
4. Baby Brown (86449-1) (Alex Hill) – Registrato il 14 dicembre 1934 a New York
5. I Wish I Could Shimmy Like My Sister Kate (Armand J. Piron) – Registrato il 3 agosto 1963
6. C-Jam Blues (Duke Ellington) – Registrato il 3 agosto 1963
7. Basin St. Blues (Spencer Williams) – Registrato il 3 agosto 1963

## Musicisti
Hot Sax / West Texas Blues / West Texas Blues
(Booker's Dixie Jazz Band):
Probabile formazione:
- Charles Booker - leader, sassofono alto
- Elmer Snowden - banjo
- Bubber Miley - cornetta
- Jake Frazier - trombone
- Bob Fuller - clarinetto
- Louis Hooper - pianoforte

Oh Malinda / Lindbergh Hop
(Te Roy Williams & His Orchestra):
- Te Roy Williams - trombone
- Elmer Snowden - banjo
- Rex Stewart - tromba
- Prince Robinson - clarinetto
- Sconosciuto - clarinetto, sassofono alto
- Joe Garland - clarinetto, sassofono tenore
- Freddie Johnson - pianoforte
- Sconosciuto - pianoforte
- Bob Ysaguirre - contrabbasso
- Walter Johnston - batteria

Honeycomb Harmony / Happy Rhythm
(Musical Stevedores)
- Elmer Snowden - banjo
- Freddy Jenkins - tromba
- Louis Metcalf - tromba
- Henry Hicks - trombone
- Clarence Grimes - clarinetto, sassofono soprano, sassofono alto
- Spencer Williams (?) - pianoforte
- Bud Hicks - contrabbasso
- 2 Sconosciuti - voce scat

African Jungle
(Jungle Town Stompers)
- Elmer Snowden - banjo
- Louis Metcalf - tromba
- Henry Hicks - trombone
- Charlie Holmes - clarinetto, sassofono alto
- Charlie Grimes - sassofono tenore
- Luis Russell - pianoforte, celesta
- Bass Edwards - contrabbasso

Georgia Gigolo / It Feels so Good
(Jasper Davis & His Orchestra)
- Jasper Davis - conduttore orchestra
- Elmer Snowden - banjo
- Louis Metcalf - cornetta
- Sconosciuto - cornetta
- Henry Hicks - trombone
- Charlie Holmes - clarinetto, sassofono alto
- Cliff Jackson (oppure) Louis Hooper (oppure possibile) J.C. Johnson - pianoforte
- Ernest Moore - contrabbasso
- Lizzie Miles - voce

Medley: Bugle Call Rag / Tiger Rag / Stop the Sun, Stop the Moon (My Man's Gone) / Concentratin' on You
(Elmer Snowden and His Small's Paradise Orchestra)
- Elmer Snowden - banjo
- Red Harlan - tromba
- Roy Eldridge - tromba
- Leonard Ham Davis - tromba
- Dicky Wells - trombone
- George Washington - trombone
- Otto Hardwicke - strumenti a fiato
- Al Sears - strumenti a fiato
- Wayman Carver - strumenti a fiato
- Don Kirkpatrick - pianoforte
- Dick Fullbright - tuba, contrabbasso
- Sid Catlett - batteria
- Sconosciute - cori femminili (Stop the Sun, Stop the Moon (My Man's Gone))
- Sconosciuti - danzatori (Stop the Sun, Stop the Moon (My Man's Gone))

Breakin' the Ice / Baby Brown
(The Sepia Serenaders)
- Elmer Snowden - banjo
- Clarence Grimes - clarinetto
- Cliff Jackson - pianoforte
- George Gray - voce

I Wish I Could Shimmy Like My Sister Kate / C-Jam Blues / Basin St. Blues
(Elmer Snowden Trio)
- Elmer Snowden - banjo
- Darnell Howard - clarinetto
- Pops Foster - contrabbasso[1]